# Ábel László (sportvezető)
Ábel László (Szolnok, 1927. szeptember 2. – 2020. március 28.) magyar öttusázó, sportvezető. 1980 és 1989 között a Magyar Öttusa Szövetség elnöke.

## Életútja
Ábel István géplakatos fiaként született.
1947-ben az MKP tagja lett. 1949-ben a Szolnok megyei pártbizottságon politikai munkatárs volt. 1949 áprilisától a katonai szolgálatát a határőrségnél kezdte meg. 1950-től 1955-ig Lenin Katonai-Politikai Akadémia hallgatója volt a Szovjetunióban. 1955-ben Moszkvában bölcsészként végzett. 
1955 és 1960 között a Pécsi Határőrkerület parancsnokhelyettese, a politikai osztály vezetője volt. 1957-től a határőrség pártszervezetének végrehajtó bizottsági tagja lett. 1960-ban alezredesként a Belügyminisztérium Határőrség politikai csoportfőnökévé nevezték ki. 1965-ben a pécsi Janus Pannonius Tudományegyetemen jogász diplomát szerzett. 1964-ben ezredessé, 1976-ban vezérőrnaggyá léptették elő. 1960 és 1987 között a BM Határőrság Országos Parancsnokságán országos parancsnokhelyettes volt.
Az Ifjú Gárda országos tanácsának elnökhelyettese, a Magyar–Szovjet Baráti Társaság országos elnökségének tagja, a Magyar Úttörők Szövetsége Országos Tanácsa mellett működő Honvédelmi Nevelési Szakbizottság elnöke volt. A Honvéd Zrínyi Vadásztársaság elnöke, a  Magyar Vadászok Országos Szövetsége Propaganda- és művészeti bizottságának elnöke.
1987-ben nyugdíjba vonult és mint jogtanácsos dolgozott tovább.
1943 és 1946 között a Szolnoki MÁV, 1955 és 1960 között a Pécsi Dózsa öttusázója volt. 1960 és 1990 között az Újpesti Dózsa, 1991-től az Újpesti TE tagja volt. 1980 és 1989 között a Magyar Öttusa Szövetség elnöke, 1981-től a Magyar Olimpiai Bizottság tagja volt. 1989-ben a MÖSZ tiszteletbeli elnöke lett.

## Családja
Felesége Ivanova Tatjána matematikus volt. Fia ifjabb Ábel László. (1957) magyar bajnok búvárúszó.

## Díjai, kitüntetései
- Az NDK Népek Barátsága Ligájának aranyjelvénye (1966)[9]
- Vörös Csillag Érdemrend (1979)[10]
- Ifjúsági díj (1981)[11]
- Szocialista Magyarországért érdemrend (1985)[12]
- Stromfeld Aurél-díj (1987)[13]
- "Békéért, a népek közötti barátságért" díszoklevél (1987)[14]
- Nimród-érem[15]